# عمرة بنت علقمة الحارثية الكنانية
عمرة بنت علقمة الحارثية الكنانية هي امرأة من النساء القلائل اللاتي شاركن في يوم أحد وأتت معها هند بنت عتبة بن عبد شمس القرشية وعمرة هي التي حملت لواء المشركين يوم أحد بعد سقوطه فكان بسببها تماسك جيش المشركين وصموده.

## اسمها ونسبها
هي عمرة بنت علقمة بن الحارث بن الأسود بن عبد الله بن عامر بن عوف بن الحارث بن عبد مناة بن كنانة، وكانت من بني الحارث من قبيلة كنانة وكان بنو الحارث هؤلاء حلفاء لقبيلة قريش في الجاهلية، وزوجها هو غراب بن سفيان بن عويف بن عبد الله بن عامر بن هلال بن عامر بن عوف بن الحارث بن عبد مناة بن كنانة.

## حملها لواء جيش المشركين يوم أحد
قال ابن إسحاق: فحدثني بعض أهل العلم: أن اللواء لم يزل صريعا حتى أخذته عمرة بنت علقمة الحارثية فرفعته لقريش فلاثوا به، وكان اللواء مع صؤاب غلام لبني أبي طلحة حبشي، وكان آخر من أخذه منهم فقاتل به حتى قطعت يداه، ثم برك عليه فأخذ اللواء بصدره وعنقه، حتى قتل عليه وهو يقول: اللهم هل أعزرت - يعني: اللهم هل أعذرت - فقال حسان بن ثابت في ذلك:
وقال حسان أيضا في رفع عمرة بنت علقمة اللواء لهم:
قال ابن إسحاق: فانكشف المسلمون وأصاب منهم العدو، وكان يوم بلاء وتمحيص، أكرم الله فيه من أكرم بالشهادة حتى خلص العدو إلى رسول الله فذبَّ بالحجارة حتى وقع لشقه فأصيبت رباعيته، وشج في وجهه، وكلمت شفته، وكان الذي أصابه عتبة بن أبي وقاص.